# Заплавна вулиця (Київ)
Запла́вна ву́лиця — вулиця в Дарницькому районі міста Києва, селище Бортничі. Пролягає від Лугової до Промислової вулиці.
Прилучаються вулиці Опанаса Сластіона, Вуликова, Кирила Осьмака, Медоносна, Трипільська, Лютнева, Нектарна, Дружби.

## Історія
Вулиця виникла в першій третині XX століття під назвою Червоноармійська. Сучасна назва — з 2015 року походить від Заплавного озера.